# Montana (1950)
Montana é um filme americano do gênero western lançado em 1950, com direção de Ray Enright

## Sinose
Morgan Lane (Errol Flynn) é um humilde pastor de carneiros australiano que resolve dar uma reviravolta em sua vida indo para as planícies dos Estados Unidos. No estado de Montana, destino final de Morgam, está acontecendo uma violenta batalha entre pastores de ovelhas e criadores de gado sob o comando da rica rancheira Maria Singleton (Alexis Smith). Agora Morgan, entre lutas e batalhas, irá tentar devolver a paz para a região, mas não será nada fácil, uma vez que seu coração começa a bater mais intensamente pela bela Maria. 

## Elenco
- Errol Flynn - Morgan Lane
- Alexis Smith - Maria Singleton
- S.Z. Sakall - Papa Otto Schultz
- Douglas Kennedy - Rodney Ackroyd
- James Brown - Tex Coyne
- Ian MacDonald - Slim Reeves
- Charles Irwin - MacKenzie
- Jack Perrin - Convidado da festa (não-creditado)
- Lane Chandler - Xerife Jake Overby (não-creditado)
- Jack Mower - Rancheiro (não-creditado)
- Creighton Hale - Rancheiro (não-creditado)